# Zarząd Naczelnego Kapelana Wojsk Polskich
Zarząd Naczelnego Kapelana Wojsk Polskich – jednostka organizacyjna w strukturze Ministerstwa Spraw Wojskowych II Rzeczypospolitej, powołana 14 listopada 1918 na mocy rozporządzenia kierownika Ministerstwa Spraw Wojskowych Jana Wroczyńskiego.
Szefem Zarządu Naczelnego Kapelana Wojsk Polskich został ks. Jan Pajkert.
5 grudnia 1918 Zarząd Naczelnego Kapelana Wojsk Polskich przekształcono w Konsystorz Polowy Rzymskokatolicki.

## Przekształcenia
Zarząd Naczelnego Kapelana Wojsk Polskich (1918) → Konsystorz Polowy Rzymskokatolicki (1918-1919) → Kuria Biskupia Biskupa Polowego Wojska Polskiego (1919-1947, 1991-nadal)